# Bob Mark
Robert „Bob“ Mark (* 28. November 1937 in Albury, New South Wales; † 23. Juli 2006) war ein australischer Tennisspieler.

## Karriere
In seiner Karriere gewann Bob Mark von 1959 bis 1961 dreimal hintereinander die Australischen Meisterschaften im Herrendoppel. Sämtliche Titel gewann er an der Seite von Rod Laver, mit dem er auch 1959 in Wimbledon und 1960 bei den U.S. National Championships ins Finale einzog. In den Jahren 1960 und 1961 gewann er jeweils die gemischte Doppelkonkurrenz der australischen Meisterschaften mit Sandra Reynolds und der U.S. National Championships mit Margaret Court. Im Einzel war der Halbfinaleinzug 1959 bei den australischen Meisterschaften sein bestes Resultat.
Bob Mark absolvierte sein einziges Spiel für die australische Davis-Cup-Mannschaft in der Saison 1959. In der Partie gegen Kuba kam er im dritten Einzel zum Einsatz und gewann das Spiel in drei Sätzen.

## Finalteilnahmen bei Grand-Slam-Turnieren

### Doppel

#### Turniersiege
| Nr. | Datum           | Turnier                      | Belag | Doppelpartner | Finalgegner                 | Ergebnis                 |
| --- | --------------- | ---------------------------- | ----- | ------------- | --------------------------- | ------------------------ |
| 1.  | 16. Januar 1959 | Australian Championships (1) | Rasen | Rod Laver     | Don Candy Robert Howe       | 9:7, 6:4, 6:2            |
| 2.  | 22. Januar 1960 | Australian Championships (2) | Rasen | Rod Laver     | Roy Emerson Neale Fraser    | 1:6, 6:2, 6:4, 6:4       |
| 3.  | 17. Januar 1961 | Australian Championships (3) | Rasen | Rod Laver     | Roy Emerson Martin Mulligan | 6:3, 7:5, 3:6, 9:11, 6:2 |

#### Finalteilnahmen
| Nr. | Datum             | Turnier                                           | Belag | Doppelpartner | Finalgegner                | Ergebnis                |
| --- | ----------------- | ------------------------------------------------- | ----- | ------------- | -------------------------- | ----------------------- |
| 1.  | 17. Januar 1958   | Australian Championships                          | Rasen | Roy Emerson   | Ashley Cooper Neale Fraser | 5:7, 8:6, 6:3, 3:6, 5:7 |
| 2.  | 22. Juni 1959     | Wimbledon Championships                           | Rasen | Rod Laver     | Roy Emerson Neale Fraser   | 6:8, 3:6, 16:14, 7:9    |
| 3.  | 2. September 1960 | US Championships                                  | Rasen | Rod Laver     | Roy Emerson Neale Fraser   | 7:9, 2:6, 4:6           |
| 4.  | 15. Mai 1961      | Internationale französische Tennismeisterschaften | Sand  | Robert Howe   | Roy Emerson Neale Fraser   | 6:3, 1:6, 1:6, 4:6      |

### Mixed

#### Turniersiege
| Nr. | Datum             | Turnier                  | Belag | Doppelpartner   | Finalgegner                 | Ergebnis        |
| --- | ----------------- | ------------------------ | ----- | --------------- | --------------------------- | --------------- |
| 1.  | 16. Januar 1959   | Australian Championships | Rasen | Sandra Reynolds | Renée Schuurman Rod Laver   | 4:6, 13:11, 6:1 |
| 2.  | 1. September 1961 | US Championships         | Rasen | Margaret Court  | Darlene Hard Dennis Ralston | kampflos        |

#### Finalteilnahmen
| Nr. | Datum             | Turnier                  | Belag | Doppelpartner       | Finalgegner                          | Ergebnis        |
| --- | ----------------- | ------------------------ | ----- | ------------------- | ------------------------------------ | --------------- |
| 1.  | 4. September 1959 | US Championships         | Rasen | Janet Hopps         | Margaret Osborne duPont Neale Fraser | 5:7, 15:13, 2:6 |
| 2.  | 22. Januar 1960   | Australian Championships | Rasen | Mary Carter Reitano | Jan Lehane Trevor Fancutt            | 2:6, 5:7        |